# Relations entre la Finlande et la Suède
Les relations entre la Finlande et la Suède sont des relations internationales s'exerçant au sein de l'Union européenne entre les deux États membres par ailleurs frontaliers. 
Les échanges officiels avec le Royaume de Suède débutent après l’accession à l’indépendance de la République de Finlande en 1917. Les relations sont structurées par deux ambassades, celle finlandaise à Stockholm et celle suédoise à Helsinki.

## Histoire
Au cours de la Seconde Guerre mondiale, la Suède, pays neutre dans le conflit, soutient la Finlande en envoyant plus de 8 000 volontaires combattre contre les Soviétiques lors de la guerre d'Hiver. Après la guerre, la Suède eut une longueur d'avance de développement économique par rapport à la Finlande en raison notamment de sa neutralité dans la guerre. Depuis le milieu des années 1990, les inégalités entre la Finlande et la Suède sont toutefois redevenues équilibrées. En 2014, les deux pays ont annoncé un partenariat spécial de défense entre eux.
Les deux pays demandent simultanément à adhérer à l'Organisation du traité de l'Atlantique nord (OTAN) le 18 mai 2022, en conséquence de l'invasion russe de l'Ukraine. La Finlande rejoint l'OTAN en avril 2023 et la Suède en mars 2024.

## Galerie

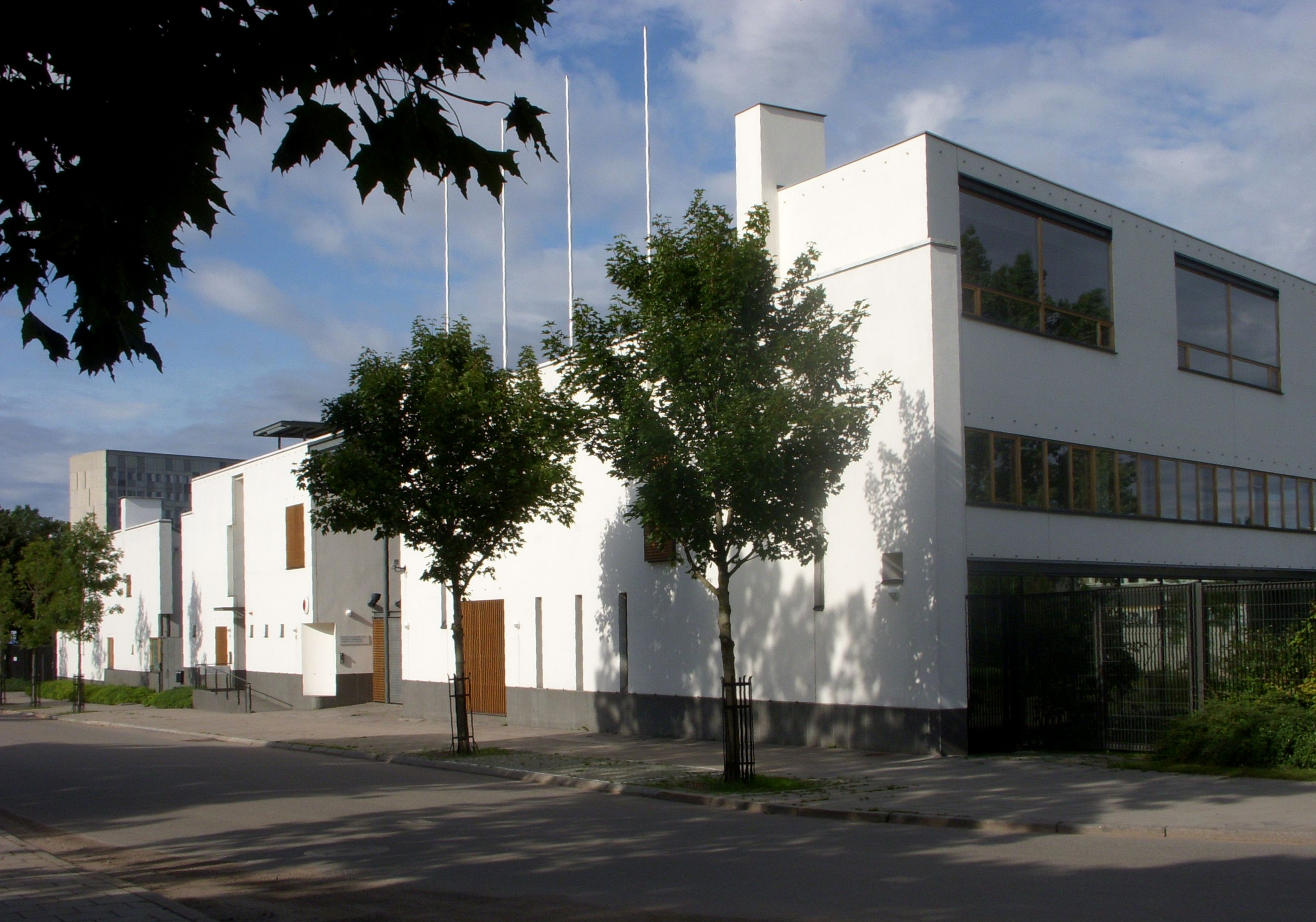
Ambassade de Finlande à Stockholm.
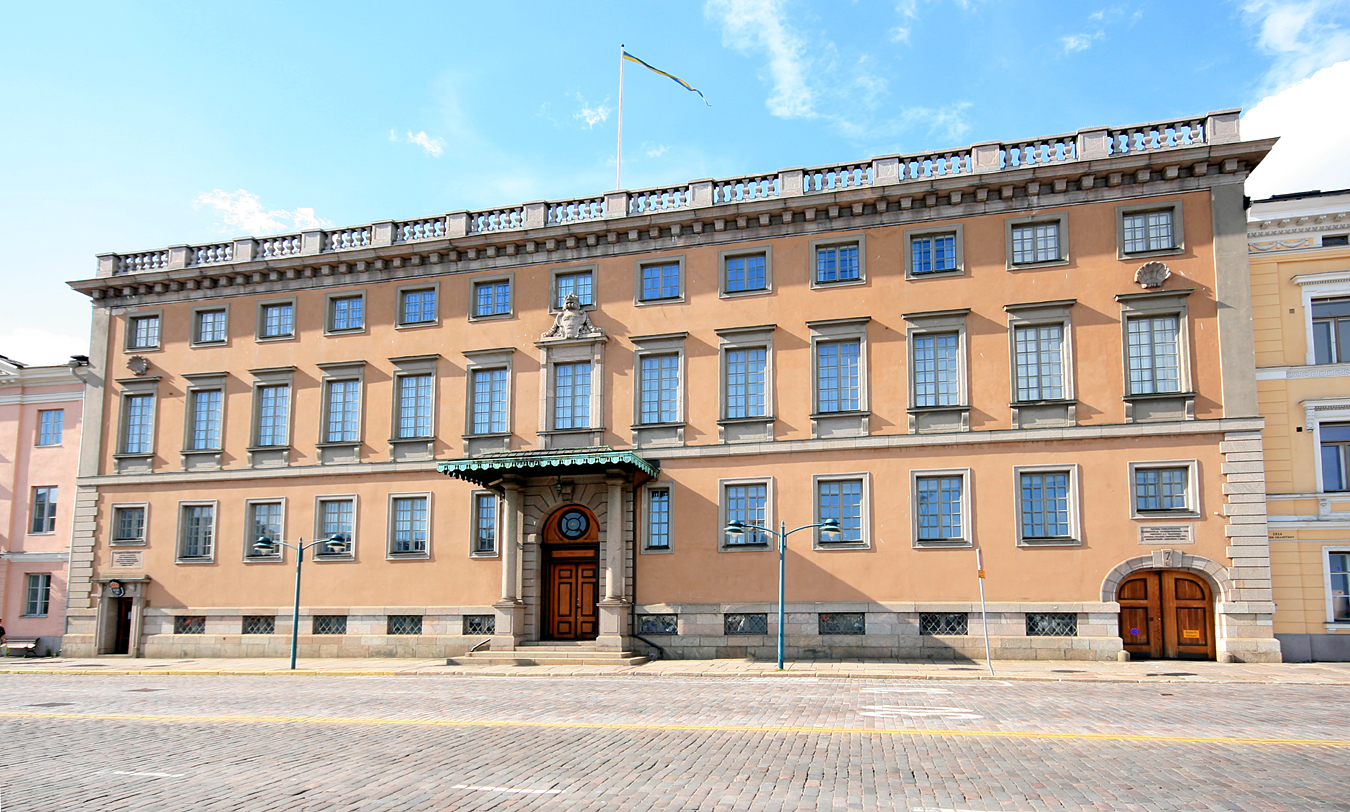
Ambassade de Suède à Helsinki.